# Florence Autret
Pour les articles homonymes, voir Autret.
Vous pouvez aider à l'améliorer ou bien discuter des problèmes sur sa page de discussion.
- Il ne cite pas suffisamment ses sources. Vous pouvez indiquer les passages à sourcer avec {{référence nécessaire}} ou {{Référence souhaitée}}, et inclure les références utiles en les liant aux notes de bas de page. (Marqué depuis juillet 2024)
- Il ne s’appuie pas, ou pas assez, sur des sources secondaires ou tertiaires. (Marqué depuis juillet 2024)
- Sa forme n’est pas encyclopédique et ressemble trop à un curriculum vitæ. Modifiez le texte pour aider à le transformer en article neutre. (Marqué depuis juillet 2024)

- Archive Wikiwix
- Bing
- Cairn
- DuckDuckGo
- E. Universalis
- Gallica
- Google
- G. Books
- G. News
- G. Scholar
- Persée
- Qwant
- (zh) Baidu
- (ru) Yandex
- (wd) trouver des œuvres sur Wikidata

Florence Autret, née en 1970 à Bonneville (Haute-Savoie), est une journaliste française. Spécialiste des affaires européennes et des questions économiques et financières, elle est correspondante à Bruxelles, depuis 2005, de L'Agefi et, depuis 2008, de La Tribune, dont elle a créé, avec Yann-Antony Noghès, le blog Europe. Elle collabore aussi à différents titres français et suisse.
Elle est l'auteur, sous le pseudonyme de Philae, de la fiction politico-financière Terminus pour l'euro, publiée par le quotidien Le Monde entre le 26 juillet et le 6 août 2011.

## Biographie
Diplômée de l'université Paris IX Dauphine (maîtrise de sciences de gestion) et de l'Institut d'études politiques de Paris, elle a consacré son mémoire de DEA de l'université Paris-I Sorbonne à une étude sociologique de la création de la Cour de Justice des Communautés Européennes.
Entre 1995 et 1998, elle a été attachée commerciale de l'ambassade de France à Bonn.
En 1999, elle commence une carrière de journaliste, interrompue entre 2002 et 2003, par un passage au cabinet de la ministre déléguée à la Recherche Claudie Haigneré, où elle s'occupe de coopération franco-allemande.
Comme journaliste, elle collabore à la lettre d'information bihebdomadaire Intelligence Online (Indigo Publications), au supplément économie du quotidien Le Figaro, aux mensuels Le Monde Initiative et Alternatives économiques, avant de s'installer à Bruxelles en 2005.
Journaliste financière, elle travaille sur les crises et la violence des marchés pour La Tribune et L'Agefi.
En septembre 2010, Yann-Antony Noghès lui offre un exemplaire de Le Procès de Jacques Chirac, une fiction politique publiée l'été précédent dans Le Monde en lui donnant l'idée d'en écrire une, elle aussi. Le premier épisode est publié dans l'édition du 25 juillet 2011 sous le pseudonyme de Philae. Cette fiction met en scène une Europe où l'Allemagne décide de quitter la zone euro. Pendant sa publication, certains spéculent sur l'auteur véritable de la fiction et plusieurs noms sont cités dont Bruno Le Maire alors ministre de l'agriculture.
En 2021, elle publie Angela Merkel. Une Allemande (presque) comme les autres chez Tallandier

## Publications
Elle a publié plusieurs ouvrages et articles sur le lobbying, la construction européenne, les relations transatlantiques et la Crise de l'euro.

### Livres et notes
- Les Manipulateurs, le pouvoir des lobbys, Denoël, 2002
- Bruxelles-Washington : la relation transatlantique sur le métier[4], Note de la République des Idées, 2005
- L'Amérique à Bruxelles, Le Seuil, 2006, Grand Prix du livre des dirigeants d'entreprise L'Expansion-EAP/ESCP
- Sarkozy à Bruxelles, Le Seuil, 2007
- Euro Psychose. Dans les coulisses du pouvoir européen, Michel Lafon, 2012
- Angela Merkel, une allemande (presque) comme les autres, Tallandier, 2013

### Revues
- Regards sur l'économie allemande, du Centre d'Information et de Recherche sur l'Allemagne Contemporaine (CIRAC), sous la direction de René Lasserre et Isabelle Bourgeois
- Telos, direction Zaki Laïdi
- La Vie des Idées, direction Pierre Rosanvallon
- Les Chroniques de la gouvernance, direction Wojtek Kalinowski

## Autres
Elle est secrétaire générale adjointe du Club économique franco-allemand (CEFA), qu'elle a contribué à créer aux côtés de Claude Le Gal.
Elle est décorée de la Bundesverdienstkreuz de la République fédérale d'Allemagne.